# Thüringer (Kaninchenrasse)

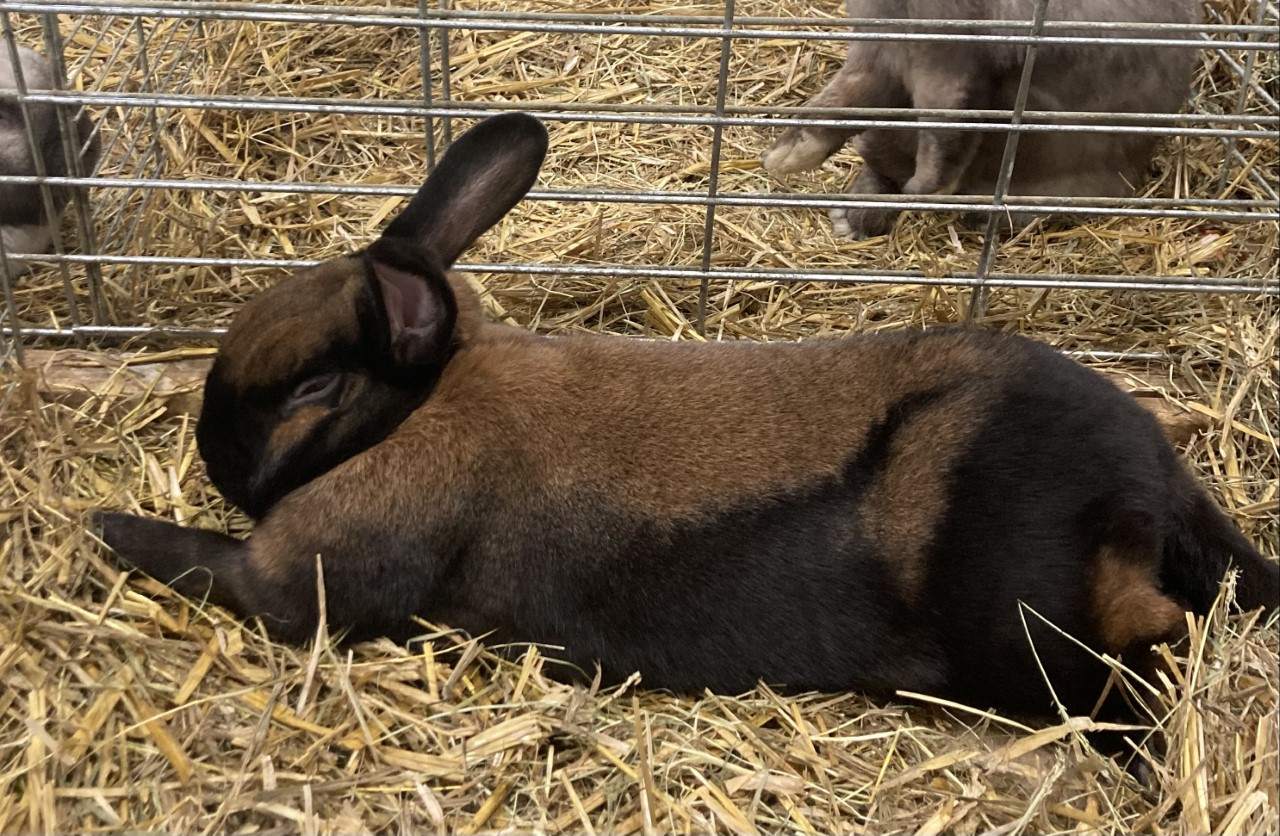
Thüringer

Das Thüringerkaninchen ist eine mittelgroße Kaninchenrasse (Gewicht: 3,5 bis 4,25 kg) mit charakteristischer Farbe.

## Aussehen des Thüringers
Die Deckfarbe der Tiere ist gelbbraun bis gelbrot. Über dieser Deckfarbe liegt ein von dunkel gespitzten Grannenhaaren gebildeter rußartiger Schleier, der den Kopf und die Ohren umfasst. Ein breiter, rußfarbener Streifen zieht sich am Bauch entlang bis auf die Außenseite der Läufe und die Blume.
Genetisch ist der Thüringer ein einfarbig gelbes Tier, die Erbformel lautet:

AbCDg (Deutsche Symbolik) bzw. aBCDe (Englische Symbolik).

## Geschichte des Thüringers
Das Thüringerkaninchen entstand bei Versuchen des Lehrers David Gärtner (1841–1927) aus Waltershausen in Thüringen, der das Ziel verfolgte, durch Kreuzung von Russenkaninchen, Silberkaninchen und Belgischen Riesen ein vergrößertes Russen und Schwarzsilberkaninchen zu züchten. Er stellte diese Tiere auch auf Schauen vor, stieß aber auf Ablehnung der entsprechenden Clubs. Zufällig war bei diesen Versuchen ein Tier von der heutigen Farbe der Thüringer gefallen, durch Rückpaarung an das Muttertier erhielt er weitere Tiere dieser Farbe. Auf Grund ihrer an Gämsen erinnernden Farbe nannte er sie Chamois, nach der französischen Bezeichnung der Gämse. (Teilweise wurde dieser Name in der älteren Literatur auch phonetisch als Schamoa wiedergegeben). Gärtner warb durch Fachaufsätze für die neue Rasse, war aber durch Zurückweisung seiner Großrussen und Großsilber verbittert und stellte selbst keine Kaninchen mehr aus. Der Züchter Emil Piegsa gründete 1905 einen Spezialclub für Thüringer, allerdings ohne Beteiligung Gärtners. Zusammen mit Max Fischer entwarf Piegsa eine Rassebeschreibung und zeigte 1906 Thüringer zum ersten Mal auf einer Ausstellung. Die Rasse wurde jedoch als zu groß empfunden; erst nach dem das Gewicht etwas verringert worden war, erfolgte 1908 in Hannover die Anerkennung als „Gemsfarbige Thüringer“.
Joppich erwähnt, dass die Thüringer der Anfangszeit sich gegenüber anderen Rassen durch besonders breit auseinander stehende Ohren ausgezeichnet hätten und äußert den Verdacht, das auch Widderkaninchen, die bereits zu dieser Zeit in gelb und madagaskarfarbig existierten, an der Entstehung der Rasse beteiligt waren. Im Übrigen wird auch erwähnt, dass Gärtners Großrussen und große Schwarzsilber waagerecht vom Kopf abstehende Ohren gehabt haben sollen.
Der Züchter Karl Maul aus Diemitz begann bald darauf durch Einkreuzung von Hasenkaninchen und Riesenkaninchen einen schwereren Typ des Thüringers als Wirtschaftsrasse zu züchten, die so genannten „Diemitzer Gemsen“, die sich durch ausgesprochen dichte Felle ausgezeichnet haben sollen, wie Joppich schreibt. Beide Schläge wurden in den Reichsbewertungsbestimmungen zur Rasse „Thüringer“ zusammengelegt und ein mittleres Gewicht gefordert.
Heute sind Thüringer eine regelmäßig gezeigte, wenn auch nicht sehr häufige Rasse.

## Ähnliche Rassen

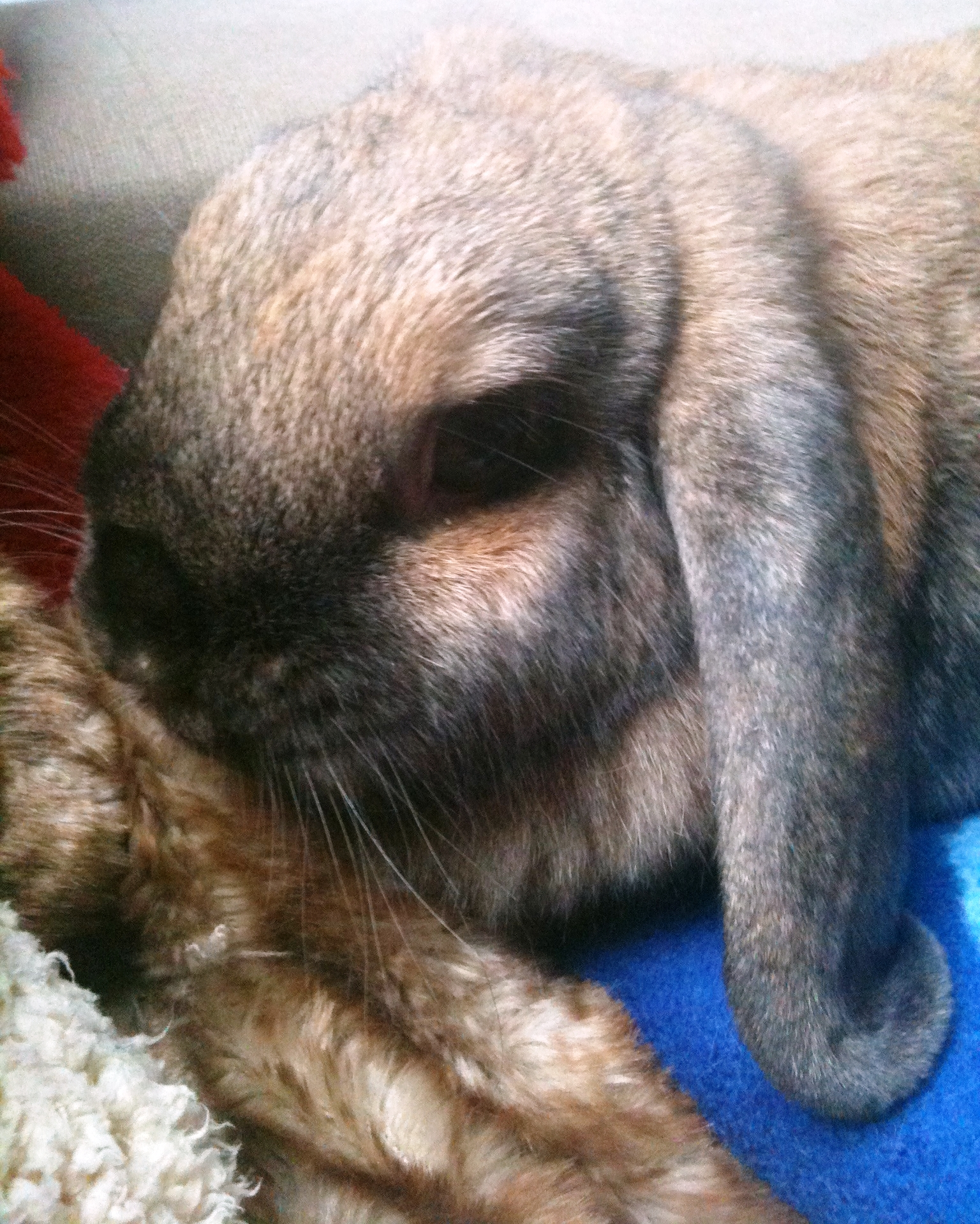
Zwergwidder mit Thüringerfärbung

Die Thüringerfarbe ist auch bei anderen Rassen als Farbschlag anerkannt. Teilweise wird die Farbe auch als „madagaskar“ oder „Schildpatt“ (englische tortoise oder tortoiseshell) bezeichnet.
Das Sallander ist eine niederländische Rasse, die von D. J. Kuiper aus der Gegend Salland gezüchtet wurde. Genetisch handelt es sich um eine Kombination des Thüringers mit dem Chinchillafaktor. Sallander sind weiße braunäugige Tiere (der niederländische Standard spricht von „gebrochen weiß“), die schwarzen Grannen bilden hier die typischen Abzeichen des Thüringers.
Das Separatorkaninchen zeigt bei insgesamt deutlich hellerer (sandfarbener) Grundfarbe ähnliche Abzeichen wie der Thüringer.